# Castel Coira
Castel Coira (in tedesco Churburg) è un castello medievale a Sluderno, in Alto Adige, che raccoglie la più grande armeria privata europea.

## Storia

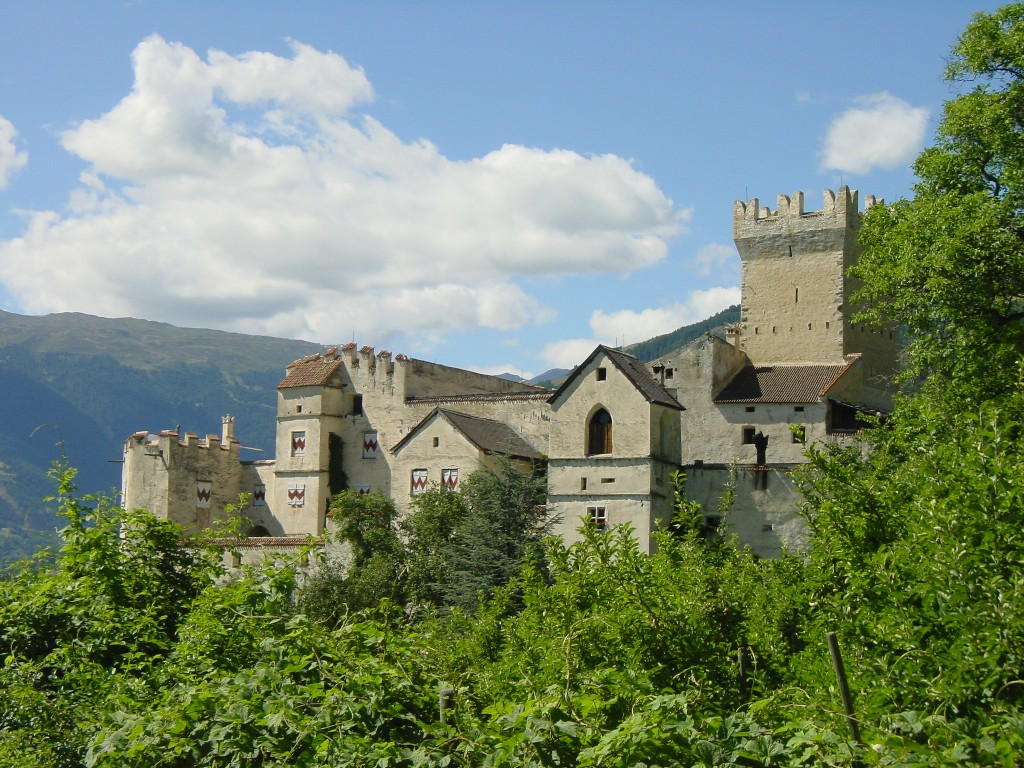
Vista di castel Coira

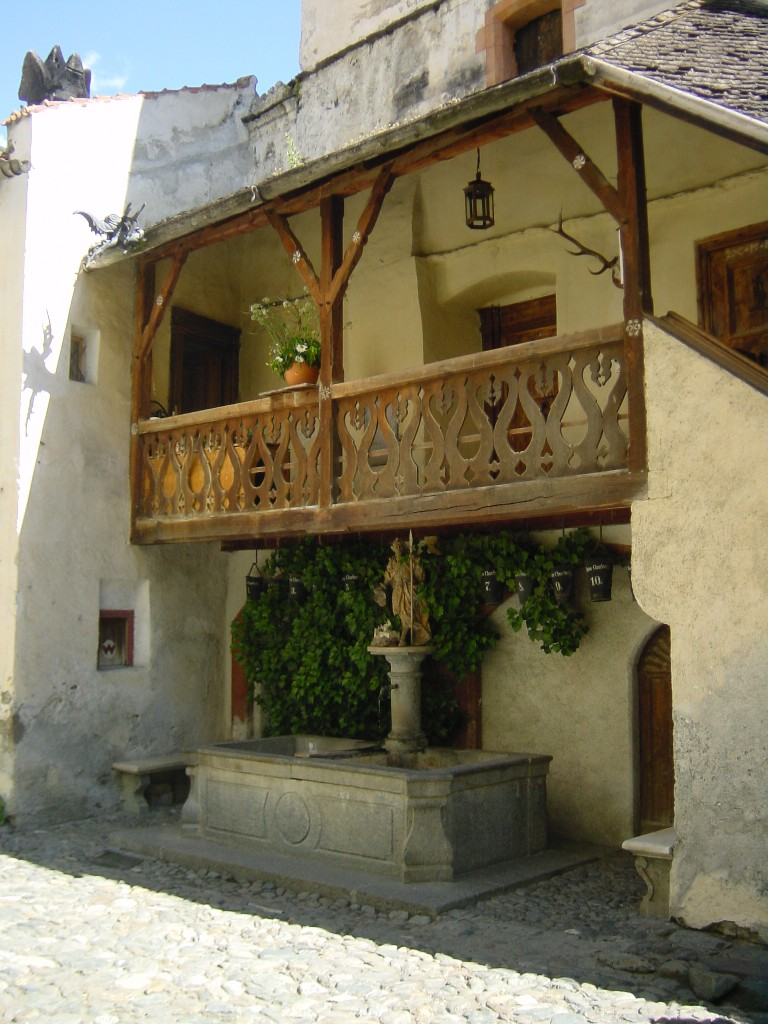
Castel Coira

La costruzione fu iniziata intorno al 1260, per iniziativa del principe-vescovo di Coira, Heinrich von Montfort. Il nucleo del castello consisteva nella torre, nel muro di cinta e nel palazzo. Fu costruito per contenere l'espansione dei signori di Mazia (Matsch).
La diocesi di Coira soccombette a Mainardo II di Tirolo-Gorizia, che diede il castello nel 1297 proprio ai Matsch. Nel 1504 grazie al matrimonio tra l'ultima erede dei Matsch con un conte Trapp, il castello passò a questi ultimi che lo posseggono ancora oggi.

### Il castello sotto la famiglia Trapp
Tutti i lavori di riammodernamento nelle diverse epoche che hanno reso il castello così come è oggi si devono alla famiglia Trapp. Nel rinascimento, ad esempio, il castello si arricchì secondo lo stile dell'epoca e vennero aggiunte terrazze, bastioni e giardini. Da punto di controllo strategico il castello iniziò ad avere un'importanza rappresentativa, cioè di mostrare al mondo la cultura della famiglia, il potere e la sua forza. Diventa dunque una dimora in cui l'estetica è importante quanto la posizione, e la cui funzione non è solo difensiva.
In questo periodo viene costruito il famoso loggiato, cuore del palazzo ed elemento particolarmente rilevante, che abbraccia il cortile interno ed è decorato con pitture e sculture preziose. Oltre a diverse creature fantastiche, gli affreschi rappresentano degli animali e sono ispirati alle favole di Esopo. Per quanto riguarda le volte invece sono affrescate con un motivo floreale che vuole rappresentare l'albero genealogico delle due famiglie che si sono succedute nella proprietà del castello: i Matsch e i Trapp.
Tra i luoghi di maggior interesse architettonico vi è la loggia rinascimentale del 1570, i cui affreschi raccontano in modo nitido alcune scene di vita quotidiana, episodi della storia e della mitologia. Tutte le sale del castello sono arredate con mobili e suppellettili risalenti alle diverse epoche del maniero, a partire da una Madonna romanica in legno risalente al 1270, oggi conservata nella Vecchia Cappella sconsacrata nel 1563 e utilizzata in seguito anche come forno affumicatoio. Nella sala degli antenati, sono raccolti i ritratti di tutti i Trapp dal 1600 al 1800.

## Dal Medioevo a oggi
Castel Coira ha attraversato diverse epoche i cui segni sono tuttora visibili nella sua architettura. Contrariamente a quanto succede a molti edifici storici privati il castello non ha mai conosciuto periodi di abbandono, ed è invece stato più volte ampliato, ammodernato e restaurato. La cura per questa proprietà è stata tramandata dalla famiglia come un valore irrinunciabile e l'ultimo di questi interventi risale a fine 1800 per mano del conte Gotthard Trapp, nonno dell'attuale Conte Johannes Trapp.

### Elementi romanici
Il nucleo più antico del castello ha tutti gli elementi di una tipica fortezza medievale, a partire dall'antico torrione “Pfaffeneck” che era posto all'ingresso della fortezza, distrutto nel 1357 dalla famiglia Mazia e in seguito ricostruito nella prima metà del XVI secolo. Vi era poi un muro di cinta con cammino di ronda a fare da perimetro alla costruzione che vedeva la presenza del maschio e di un palazzo a due piani di pianta rettangolare. All'esterno delle mura vi era la cappella in stile Romanico, in seguito sconsacrata.

### Elementi gotici
Con il passaggio nelle mani dei Conti Trapp iniziano le modifiche che caratterizzano tutt'oggi la costruzione. Viene estesa la struttura di difesa con un'ulteriore cinta muraria e vengono riammodernati gli interni. Tra gli elementi rilevanti di questa epoca si trova il campanile del 1537 di chiaro stile gotico. Inoltre al nucleo storico vengono aggiunti ulteriori edifici abitativi che si dispongono intorno a un cortile interno ed il cui piano superiore presenta il loggiato. Sempre di quest'epoca sono i giardini, la cui terrazza più bassa fungeva da campo dei tornei.

### Elementi rinascimentali
Tipiche dello stile rinascimentale sono le decorazioni delle stanze, il colonnato del loggiato e i rispettivi affreschi. Viene poi costruita la Cappella di San Giacomo, mentre gli spazi della vecchia chiesetta romanica sconsacrata vengono destinati a un utilizzo funzionale. Dello stesso periodo sono anche le stalle, i granai, i magazzini, il piccolo panificio e l'attuale armeria. Il palazzo viene inoltre rialzato di un piano, in cui è visibile lo stile barocco: le tappezzerie presentano motivi biblici e le stanze vengono dotate di stufe a maiolica. Di questo periodo anche la Sala degli Antenati, e la scala per accedervi.

### Restauro di fine '800
Il restauro di questo periodo ha l'obiettivo di riportare la villa allo splendore, piuttosto che aggiungere delle novità. Si tratta per lo più di lavori tecnici volti a migliorarne la sicurezza come la rimozione e sistemazione del tetto del maschio e lo scoprimento degli affreschi del loggiato. Nel 1907 viene pitturata e decorata la volta della Cappella di San Giacomo.

## Le sale più famose

### La sala delle armature
La sala delle armature è probabilmente la più nota. Vi sono conservate circa 50 armature complete, oltre a spade e altre armi difensive, tutte in ottimo stato di conservazione. Si tratta delle armature appartenute ai Matsch, ai Trapp e al corpo di guardia del castello. Vi sono armature per adulti, per bambini e pure per cavalli, alcune di queste effettivamente usate negli scontri e altre intoccate. La maggior parte di queste armature è stata creata nelle officine di Milano e Innsbruck, le migliori dell'epoca in cui sono state realizzate.
Il pezzo più importante è un'armatura alta 2,10 metri risalente al 1450. Pesante 46 chili, è opera dell'armaiolo milanese Missaglia e apparteneva a Ulrich von Matsch.

### La sala del Conte Giacomo
Così denominata in onore del Conte Giacomo Trapp VII, che nel 1561 partì come pellegrino verso la Terra Santa e arrivò fino a Gerusalemme. Questa esperienza è raccontata nelle decorazioni e negli oggetti della sala, tra cui il ritratto a grandezza naturale di Giacomo in cui il Conte viene raffigurato con un mantello da pellegrino. Sul soffitto è raffigurato invece Giove, al cui fianco appaiono un enorme sole, la luna e segni astrologici. Sempre qui si trova un armonium intarsiato del 1559 ancora oggi funzionante e utilizzato.

### La biblioteca
Nella biblioteca dei Trapp, adiacente alla sala del Conte Giacomo, sono conservati molti libri antichi e contemporanei. Tra gli elementi degni di nota vi è una grande otarda imbalsamata (Trappe in tedesco), animale simbolo della famiglia Trapp e identificabile nel loro stemma. Questo uccello è oggi molto raro e ne rimangono pochi esemplari.

### Sala degli antenati
La sala è un vero e proprio memoriale: al centro si trova un grande tavolo, mentre sulle quattro è appesa una vastissima serie di ritratti che raffigurano i conti Trapp dal 1600 al 1800. Tra i ritratti spicca quello di Gotthard Trapp, esponente tra i più importanti della famiglia che ebbe anche il ruolo di tesoriere alla corte dell’imperatore Francesco Giuseppe d’Austria. Oltre al suo ritratto sono conservati alcuni dei suoi abiti e una sua chiave. Il conte Gotthard si occupò anche dell'ultima restaurazione della villa.

### La cappella di San Giacomo
Al ritorno da Gerusalemme, il conte decise di costruire questa cappella di famiglia che prese il posto dell'antica chiesetta romanica. L'altare della cappella risale al 1597, così come il balconcino e le colonne intarsiate. Gli interni sono decorati con affreschi di puro gusto rinascimentale, mentre i decori della volta risalgono al 1904. Le rappresentazioni dei santi Nicola e Giorgio sono di inizio '500, posti in modo da essere sempre visibili, il crocifisso di legno invece risale al XV secolo, mentre le aste porta candele al XVII secolo. Nella sacrestia è conservata una riproduzione della Madonna Nera.